# Katedra Chrystusa w Oksfordzie
Katedra Chrystusa w Oksfordzie (ang. Cathedral Church of Christ) – katedra diecezji Oksfordu Kościoła Anglii.
Zbudowana jako kościół klasztorny zakonu Augustianów w połowie XII wieku. Na początku XIII wieku powstała iglica centralnej wieży. W połowie XIII wieku powstała kaplica Najświętszej Maryi Panny (Lady Chapel) jako północna nawa prezbiterium. Na początku XIV wieku powstała północna nawa boczna i Kaplica Łacińska (Latin Chapel). Około 1330 roku kaplica świętej Łucji (na wschód od południowego transeptu) została rozszerzona w stronę wschodnią. W późnym XV wieku powstało clerestorium i kamienne sklepienie prezbiterium. W latach 1524–1529 zachodni szczyt został zniszczony, aby zrobić miejsce dla kolegium Wolseya i został zbudowany mur między 4 kolumnami na zachód od skrzyżowania naw. Katedra była remontowana w latach 1629–1638 i restaurowana w 1856 roku. W 1870 roku generalna restauracja pod kierunkiem Gilberta Scottta, która obejmowała usunięcie zachodniej ściany, dodanie jednego przęsła nawy, zastąpienie wschodniego okna zrekonstruowanym oraz znaczną przebudowę południowej nawy bocznej. Świątynia posiada wiele zabytków, między innymi obraz rycerza.